# ГФК Слобода Ужице
ГФК Слобода Ужице је српски фудбалски клуб из Ужица и такмичи се у Српској лиги Запад, трећем такмичарском нивоу српског фудбала.
Клуб се такмичио у Суперлиги Србије, након што је 24. јуна 2010. ФК Севојно Поинт, које је изборило пласман у Суперлигу Србије, припојено „Слободи” и тада је клуб преименован у „ФК Слобода Поинт Севојно”. На скупштини клуба 13. октобра 2011. клубу је враћено старо име „ФК Слобода Ужице”, а усвојен је и нови грб.

## Историја

### Почетак
Спортско друштво, основано је у пролеће 1925, као Ужички раднички спортски клуб Слобода, на иницијативу синдикалних организованих ужичких радника и реализацији одлука Треће земаљске конференције КПЈ. Оснивачи су били револуционари Милош Марковић (који је основао и ФК Раднички Ниш) и Јосип Шибер. Основну спортску активност представљао је фудбал.
Прву званичну утакмицу слобода је одиграла 24. јуна 1926. године против данашњег Радничког из Крагујевца и играла нерешено. Године 1929, клуб је учлањен у Југословенски ногометни савез и Радничку спортску заједницу.
Делујући заједно са КУД Абрашевић ширили су културни и политички утицај у граду. Представљао је јако упориште КПЈ и легалну организацију њеног деловања. Под притиском полиције 1932. из имена је изостављена реч раднички. Првог маја те године на соколском дому истакнута је црвена застава. Поставио ју је члан управе клуба Јосип Шибер. Иако је истрага била још у току, црвена застава је поново залепршала 1. августа исте године на каменој литици брда Биоктош изнад града. Истакли су је играчи и функционери Слободе, В. Мартиновић и В. Росић.
Децембра 1932. полиција је забранила рад клубу „због ширења комунистичких идеја“ Већина чланова управе и играча се укључила у НОБ, у којој су многи изгубили животе.
После ослобођења Ужица (од 8. јуна, 1946 Титово Ужице) организација је обновљена најпре као Фискултурно друштво Слобода са секцијама за фудбал, бокс, карате, пливање и шах. За свој рад на ширењу физичке културе у овом крају, одликовани су Орденом заслуга за народ са златном звездом.

### Клуб после рата
Након рата Слобода се преселила са дотадашњег стадиона у Крчагову на нови стадион на Беглуку. Године 1951. као обласни првак учествује у квалификацијама за српску лигу. У конкуренцији Мачве из Богатића, Власине из Власотинца, Шумадије из Аранђеловца и београдске Славије, улази у српску лигу, али због реорганизације ипак наступа у лиги крагујевачког подсавеза.
Године 1956. Ужичани су ушли у 4. зону, тада други ранг такмичења, где су играли са клубовима као што су Раднички из Крагујевца, Раднички из Ниша, Работнички, Трепча и прилепска Победа. Нису имали успеха, па се поново враћају у Крагујевачки подсавез. Наредне две сезоне Слобода осваја првенство подсавеза и учествује у квалификацијама за 4. зону али не успева да се врати у ово такмичење.

### Шездесете године
Ова генерација је изборила квалификације за другу лигу 1962/63. Укупни резултат против Бора је био 2-2, али је Бор победио у мајсторици. Ипак, циљ је остварен 1965. године. У првом колу су били бољи од Железника са укупно 6-2 а у другом колу од Тетекса са укупно 4-1. Сезоне 1965/66 Слобода дебитује у Другој лиги група Исток. Одличан резултат је забележен у сезони 1968/69 када је клуб био јесењи првак, а на крају освојио треће место, са само четири бода заостатка за прваком Радничким из Крагујевца. Кључни играчи Слободе током шездесетих година били су Мирослав Павловић, Ратко Јокић, Решад Куновац, Мирослав Вукашиновић, Слободан Доганџић, Петар Кривокућа. Црно-црвени дрес носили су и будући селектори репрезентације Милован Ђорић, Милан Живадиновић и Радомир Антић.

### Седамдесете у клубу
Седамдесете су за Слободу биле године стагнације. Резултати су из сезоне у сезону све слабији, а 1972/73 заузимају 13. место и, после осам узастопних сезона у другом рангу, због реорганизације такмичења се опет враћају у српску лигу. Клуб је у овом периоду дао још једног врхунског играча - Србољуба Стаменковића.

### Успешне осамдесете
После неколико сезона у трећој лиги, Слобода је пласман у Другу лигу Исток 1980. године обезбедила победом над Топличанином из Прокупља од 5-0. Значајни резултати остварени су 1982. и 1984. када је Слобода била четврта. У сезони 1987/88. екипа предвођена капитеном Душаном Арсенијевићем остварила је пласман у горњи део табеле што је значило опстанак, овог пута у знатно јачој конкуренцији - јединственој другој лиги. Сви успеси претходних сезона кулминирали су 1989/90 када је екипа коју су предводили голгетер Мирсад Омерхоџић и будући репрезентативци Горан Пандуровић и Љубинко Друловић заузела високо шесто место у јединственој другој лиги.

### Десета деценија 20. века
Захваљујући освојеном другом месту у Другој лиги у сезони 1992/93, екипа предвођена Ненадом Маркићевићем, Сашом Симићем и тренером Иваном Чанчаревићем се пласирала у Прву савезну лигу. Остале су запамћене победе од 4-0 против Борца из Чачка, 1-0 против Рудара из Пљевље и против Јастрепца из Ниша од 1-0. На коначној табели за сезону 1993/94 Слобода завршава на 16. месту и наредне сезоне игра у Првој Б лиги. Јуна 1995. излази као победник из баража за опстанак који је играла са Новим Пазаром. У сезони 1995/96, предвођена Миодрагом Меданом и Драганом Ћулумом, Слобода игра одлично током јесењег дела и улази у Прву А лигу, али већ од пролећне полусезоне игра далеко слабије против екипа као што су ФК Раднички Ниш, ФК Бечеј или ФК Војводина и завршава убедљиво последња. Од тада је у сталном паду форме и у последњем колу сезоне 1996/97 после пораза од Лознице испада из лиге.

### Нови миленијум
До 2002. године Слобода је без већих успеха играла у другој лиги, одакле је после две утакмице са Шумадијом из Крагујевца испала услед реорганизације такмичења. Од тада па до 2010. је трећелигаш. У неколико наврата је била надомак повратка у другу лигу, а најближа томе је била 2010, када је предвођена тренером Зораном Његушом била јесењи првак, али је на крају сезону завршила на разочаравајућем трећем месту. Након што је Севојно Поинт у сезони 2009/10. обезбедило пласман у Суперлигу Србије, градско руководство и управе два клуба су се договориле о фузији ова два клуба. На одвојеним скупштинама Севојно Поинта и Слободе, 24. јуна, озваничено је припајање Севојно Поинта Слободи. 29. јуна 2010, у Градској кући у Ужицу, одржана је прва свечана седница скупштине клуба. Клуб је наставио традицију Слободе, као првог градског клуба, у смислу седишта, клупских боја, стадиона и године оснивања, а у Суперлиги је заиграо под именом ФК Слобода Поинт Севојно. Нови Фудбалски клуб Севојно, такмичење је почео из окружне лиге.
Сезону 2010/11. завршава на 7. месту у Суперлиги, док у Купу Србије Слобода стиже до полуфинала, где је у две утакмице поражена од Војводине.
На скупштини клуба 13. октобра 2011. клубу је враћено старо име ФК Слобода Ужице, а усвојен је и нови грб.
Сезоне 2011/12. Слобода остварује највиши пласман у својој историји. На коначној табели је завршила пета, са истим бројем бодова као и четвртопласирана ФК Јагодина, али јој је због лошијег међусобног скора са „ћуранима“ за длаку измакло четврто место и прилика за прве утакмице у европским такмичењима.
У сезони 2012/13. Слобода је поновила успех из сезоне 2011/12. заузевши 5. место али у тој сезони Слобода је срушила доста негативних традиција. Слобода је први пут у првенственој утакмици савладала Црвену звезду и то баш на Маракани са 2-1, победили су и Раднички из Крагујевца на стадиону Чика Дача први пут после 47 година, тада је било 2-0 за Слободу, такође забележили су и прву победу над Радом у Ужицу после 30 година, било је 1-0 за Слободу и забележили су и прву победу над Радничким у Нишу, тада је било 1-0 за Слободу.
У суботу, 14. септембра 2013. године, Слобода је играла први пут под рефлекторима на свом стадиону. У том мечу Слобода је пред препуним стадионом изгубила први пут од Партизана са 2-1 после 2 године од када Слобода игра на реновираном стадиону. Сезоне 2013/14 Слобода испада из Суперлиге после пораза од Вождовца у последњем колу.
Дана 12. августа. 2021. године, стадион Слободе је променио име по некадашњем успешном српском фудбалеру и тренеру Радомиру Антићу.

## Новији резултати
| Сезона   | Ранг | Лига                  | Позиција | ИГ  | Д  | Н  | П  | ГД | ГП | ГР  | Бод     | Куп                  |
| -------- | ---- | --------------------- | -------- | --- | -- | -- | -- | -- | -- | --- | ------- | -------------------- |
| 2006/07. | 3    | Српска лига Запад     | 9.       | 34  | 14 | 7  | 13 | 50 | 43 | +7  | 49      | Није се квалификовао |
| 2007/08. | 3    | Српска лига Запад     | 12.      | 30  | 9  | 8  | 13 | 26 | 30 | -4  | 35      | Није се квалификовао |
| 2008/09. | 3    | Српска лига Запад     | 3.       | 30  | 14 | 4  | 12 | 35 | 34 | +1  | 46      | Није се квалификовао |
| 2009/10. | 3    | Српска лига Запад     | 3.       | 30  | 16 | 4  | 10 | 43 | 26 | +17 | 52      | Није се квалификовао |
| 2010/11. | 1    | Суперлига Србије      | 6.       | 30  | 12 | 7  | 11 | 34 | 35 | -1  | 43      | Полуфинале           |
| 2011/12. | 1    | Суперлига Србије      | 5.       | 30  | 15 | 6  | 9  | 42 | 35 | +7  | 51      | Осмина финала        |
| 2012/13. | 1    | Суперлига Србије      | 5.       | 30  | 11 | 12 | 7  | 39 | 37 | +2  | 45      | Шеснаестина финала   |
| 2013/14. | 1    | Суперлига Србије      | 16.      | 30  | 7  | 7  | 16 | 21 | 38 | -17 | 28      | Четвртфинале         |
| 2014/15. | 2    | Прва лига Србије      | 12.      | 30  | 8  | 12 | 10 | 24 | 28 | -4  | 36      | Осмина финала        |
| 2015/16. | 2    | Прва лига Србије      | 13.      | 30  | 8  | 11 | 11 | 35 | 34 | +1  | 35      | Претколо             |
| 2016/17. | 2    | Прва лига Србије      | 3.       | 30  | 15 | 9  | 6  | 43 | 28 | +15 | 54      | Четвртфинале         |
| 2017/18. | 2    | Прва лига Србије      | 12.      | 30  | 9  | 7  | 14 | 23 | 35 | -12 | 34      | Шеснаестина финала   |
| 2018/19. | 2    | Прва лига Србије      | 16.      | 37  | 6  | 8  | 23 | 22 | 70 | -48 | 26 (16) | Шеснаестина финала   |
| 2019/20. | 4    | Зона Западно-моравска | 1.       | 161 | 14 | 2  | 0  | 42 | 7  | +35 | 44      | Није се квалификовао |
| 2020/21. | 3    | Српска лига Запад     | 4.       | 34  | 17 | 6  | 11 | 51 | 38 | +13 | 57      | Није се квалификовао |
| 2021/22. | 3    | Српска лига Запад     | 1.       | 30  | 19 | 6  | 5  | 43 | 19 | +24 | 63      | Није се квалификовао |
| 2022/23. | 2    | Прва лига Србије      | 9.       | 37  | 11 | 18 | 8  | 42 | 41 | +1  | 51      | Није се квалификовао |
| 2023/24. | 2    | Прва лига Србије      | 12.      | 37  | 11 | 13 | 13 | 34 | 39 | -5  | 46      | Шеснаестина финала   |
| 2024/25. | 2    | Прва лига Србије      | 16.      | 37  | 7  | 10 | 20 | 23 | 42 | -19 | 31      | Шеснаестина финала   |

- 1  Сезона прекинута након 16 кола због пандемије ковида 19.

## Познати бивши играчи
- Милорад Кораћ
- Радомир Антић
- Душан Арсенијевић
- Дарко Белојевић
- Јовица Василић
- Милан Чанчаревић
- Ненад Дивац
- Слободан Доганџић
- Љубинко Друловић
- Милован Ђорић
- Тихомир Јелисавчић
- Ратко Јокић
- Филип Касалица
- Петар Кривокућа
- Решад Куновац
- Златко Крџевић
- Никола Максимовић
- Милош Марић
- Славко Марић
- Стефан Михајловић
- Зоран Његуш
- Горан Пандуровић
- Мирослав Павловић
- Предраг Ранђеловић
- Дејан Ранковић
- Урош Стаматовић
- Србољуб Стаменковић
- Немања Видић
- Мирослав Вукашиновић
- Иван Вукомановић
- Милош Жеравица
- Милан Живадиновић
- Михајло Васовић
- Владан Вицевић
- Ровчанин Хајрудин
- Делимир Бајић
- Дарио Пурић
- Елиомар
- Тијаго Галвао да Силва
- Дарко Божовић